# Grewia hispida
Grewia hispida là một loài thực vật có hoa trong họ Cẩm quỳ. Loài này được Harv. mô tả khoa học đầu tiên năm 1860.